# مطار الأمير نايف بن عبد العزيز الدولي
مطار الأمير نايف بن عبد العزيز الدولي (إياتا: ELQ، إيكاو: OEGS) هو مطار دولي يقع في غرب مدينة بريدة يبعد عن وسط المدينة حوالي 18 كم ، وقد افتتح المطار في عام 1974، .1394هـ. و يخدم مطار الأمير نايف بن عبد العزيز الدولي عددا كبيرا من المحافظات و المراكز و التي يبلغ عددها حوالي 13 محافظة و 133 مركزاً تابعاً لإمارة منطقة القصيم ويهبط بالمطار أكثر من 400 رحلة دولية وداخلية أسبوعياً تخدم أكثر من مليون مسافر سنوي حسب إحصائية هيئة الطيران المدني لعام 2015 ، تم صدور أمر ملكي في 5 يوليو 2012 بتغيير مسمى المطار إلى مسمى مطار الأمير نايف بن عبد العزيز ولي عهد المملكة العربية السعودية سابقاً.

## خطوط وشركات الطيران

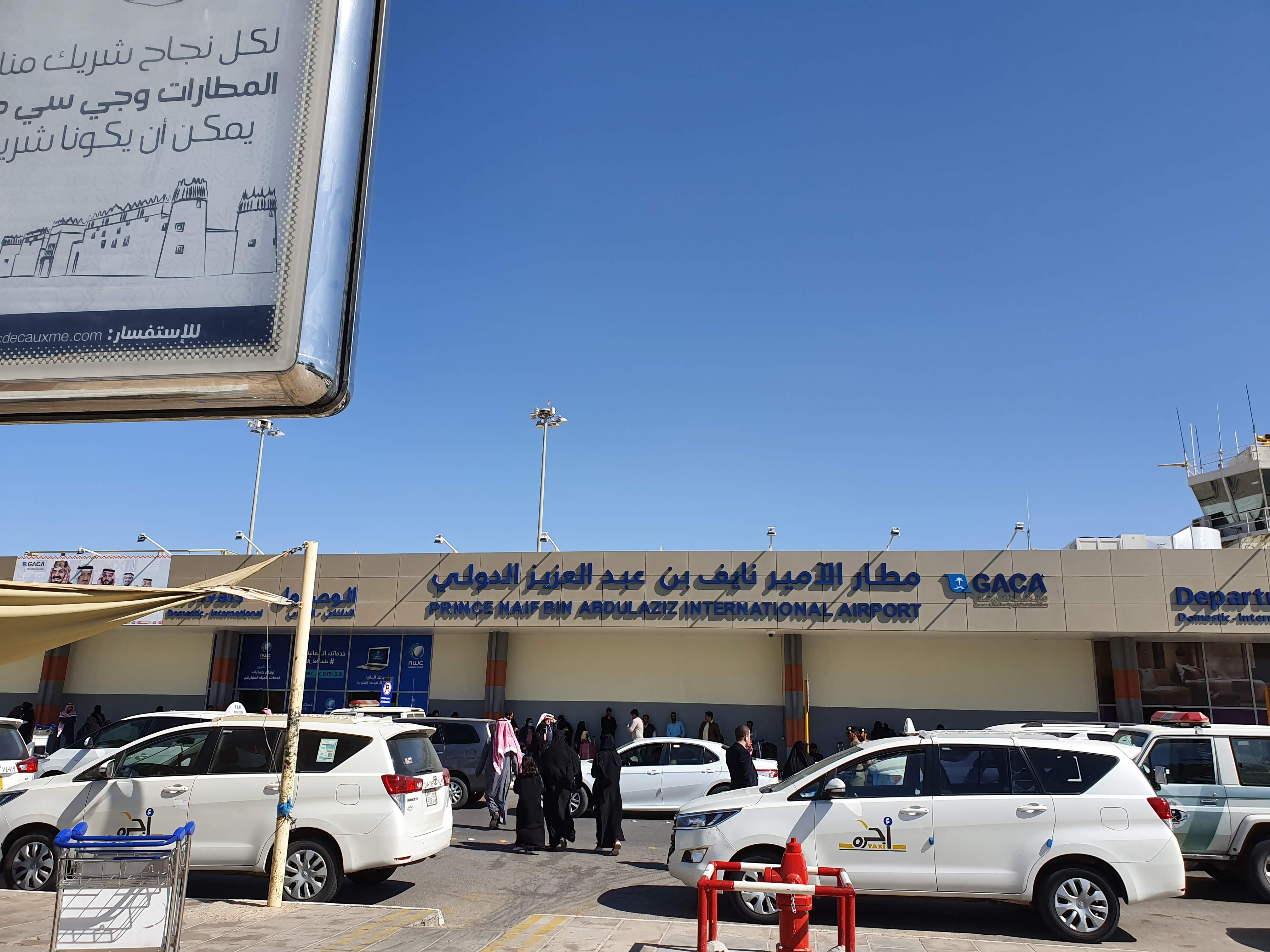
مطار الأمير نايف

| شركـات طيـران                     | الوجهات                                                                                          |
| --------------------------------- | ------------------------------------------------------------------------------------------------ |
| العربية للطيران                   | مطار القاهرة الدولي، مطار الشارقة الدولي                                                         |
| إير كايرو                         | مطار القاهرة الدولي، مطار سوهاج الدولي                                                           |
| الخطوط الجوية الأذرية             | موسمي عارض: مطار حيدر علييف الدولي                                                               |
| مصر للطيران                       | مطار القاهرة الدولي                                                                              |
| الاتحاد للطيران                   | مطار زايد الدولي (تبدأ 24 يونيو 2024)                                                            |
| طيران أديل                        | مطار الملك فهد الدولي، مطار الملك عبد العزيز الدولي                                              |
| فلاي دبي                          | مطار دبي الدولي                                                                                  |
| طيران ناس                         | مطار أبها الدولي، مطار الملك فهد الدولي، مطار الملك عبد العزيز الدولي موسمي: مطار سراييفو الدولي |
| طيران الخليج                      | مطار البحرين الدولي                                                                              |
| طيران الجزيرة                     | مطار الكويت الدولي                                                                               |
| نسما للطيران                      | مطار القاهرة الدولي                                                                              |
| النيل للطيران                     | مطار القاهرة الدولي                                                                              |
| الخطوط الجوية الدولية الباكستانية | مطار إسلام آباد الدولي، مطار ملتان الدولي                                                        |
| الخطوط الجوية القطرية             | مطار حمد الدولي                                                                                  |
| الخطوط السعودية                   | مطار الملك فهد الدولي، مطار الملك عبد العزيز الدولي، مطار الملك خالد الدولي                      |
| الخطوط الجوية التركية             | مطار إسطنبول الدولي                                                                              |